# Alexandre Biamonti
Pour les articles homonymes, voir Biamonti.
Alexandre Biamonti, né le 30 novembre 1973 à Aix-en-Provence, est un karatéka français qui a remporté de nombreuses médailles au terme de compétitions internationales, notamment la médaille d'or aux championnats du monde de karaté 1998 à Rio de Janeiro, au Brésil.

## Résultats
| Résultat      | Date          | Épreuve                   | Catégorie | Compétition                | Ville hôte                         |
| ------------- | ------------- | ------------------------- | --------- | -------------------------- | ---------------------------------- |
| [ 2 ]         | 1993          | Kumite par équipe         | Seniors   | Championnats d'Europe 1993 | Prague, en République tchèque      |
| [ 2 ]         | 1995          | Kumite individuel - 65 kg | Seniors   | Championnats d'Europe 1995 | Helsinki, en Finlande              |
| [ 2 ]         | 1995          | Kumite par équipe         | Seniors   | Championnats d'Europe 1995 | Helsinki, en Finlande              |
| [ 2 ]         | 1996          | Kumite individuel - 65 kg | Seniors   | Championnats d'Europe 1996 | Paris, en France                   |
| [ 2 ]         | 1996          | Kumite par équipe         | Seniors   | Championnats d'Europe 1996 | Paris, en France                   |
| [ 3 ]         | Novembre 1996 | Kumite individuel - 65 kg | Seniors   | Championnats du monde 1996 | Sun City, en Afrique du Sud        |
| <             | Novembre 1996 | Kumite par équipe         | Seniors   | Championnats du monde 1996 | Sun City, en Afrique du Sud        |
| [ 4 ]         | Mai 1997      | Kumite individuel - 65 kg | Seniors   | Championnats d'Europe 1997 | Santa Cruz de Tenerife, en Espagne |
| [ 4 ]         | Mai 1998      | Kumite individuel - 65 kg | Seniors   | Championnats d'Europe 1998 | Belgrade, en Serbie-et-Monténégro  |
| [ 5 ]         | Octobre 1998  | Kumite individuel - 65 kg | Seniors   | Championnats du monde 1998 | Rio de Janeiro, au Brésil          |
| Médaille d'or | Octobre 1998  | Kumite par équipe         | Seniors   | Championnats du monde 1998 | Rio de Janeiro, au Brésil          |
| [ 2 ]         | Mai 1999      | Kumite individuel - 65 kg | Seniors   | Championnats d'Europe 1999 | Chalcis, en Grèce                  |
| [ 2 ]         | Mai 1999      | Kumite par équipe         | Seniors   | Championnats d'Europe 1999 | Chalcis, en Grèce                  |
| [ 6 ]         | Mai 2000      | Kumite individuel - 65 kg | Seniors   | Championnats d'Europe 2000 | İstanbul, en Turquie               |
| [ 6 ]         | Mai 2000      | Kumite par équipe         | Seniors   | Championnats d'Europe 2000 | İstanbul, en Turquie               |
| [ 7 ]         | Octobre 2000  | Kumite individuel - 65 kg | Seniors   | Championnats du monde 2000 | Munich, en Allemagne               |
| Médaille d'or | Octobre 2000  | Kumite par équipe         | Seniors   | Championnats du monde 2000 | Munich, en Allemagne               |
| [ 8 ]         | Mai 2001      | Kumite individuel - 65 kg | Seniors   | Championnats d'Europe 2001 | Sofia, en Bulgarie                 |
| [ 8 ]         | Mai 2001      | Kumite par équipe         | Seniors   | Championnats d'Europe 2001 | Sofia, en Bulgarie                 |
| [ 9 ]         | Mai 2002      | Kumite individuel - 65 kg | Seniors   | Championnats d'Europe 2002 | Tallinn, en Estonie                |
| [ 9 ]         | Mai 2002      | Kumite par équipe         | Seniors   | Championnats d'Europe 2002 | Tallinn, en Estonie                |
| [ 10 ]        | Mai 2003      | Kumite individuel - 65 kg | Seniors   | Championnats d'Europe 2003 | Brême, en Allemagne                |
| [ 11 ]        | Mai 2004      | Kumite individuel - 65 kg | Seniors   | Championnats d'Europe 2004 | Moscou, en Russie                  |
| [ 12 ]        | Novembre 2004 | Kumite individuel - 65 kg | Seniors   | Championnats du monde 2004 | Monterrey, au Mexique              |